# Lewiston (villa)
Lewiston es una villa ubicada en el pueblo de Lewiston (condado de  Niágara) en el estado estadounidense de Nueva York. En el año 2000 tenía una población de 577 habitantes y una densidad poblacional de 530 personas por km².

## Geografía
Lewiston se encuentra ubicada en las coordenadas 43°10′5″N 76°0′33″O / 43.16806, -76.00917.